# تايلر توماس
تايلر توماس (بالإنجليزية: Tyler Thomas)‏ هو لاعب كرة القدم الكندية أمريكي، ولد في 28 سبتمبر 1990 في جاكسون في الولايات المتحدة.